# New Franklin (Missouri)
New Franklin è un comune degli Stati Uniti d'America, situato nello Stato del Missouri, nella contea di Howard.